# Магма (алгебра)

Кубічна ґратка алгебричних структур
від магми до групи.

Ма́гма (групоїд) — базова алгебрична структура в абстрактній алгебрі; складається з множини М з однією бінарною операцією M × M → M, яку зазвичай називають множенням. Єдиною вимогою є замкнутість множини щодо заданої операції.
Термін магма запропонував Бурбакі. Термін «групоїд» старіший, його запропонував Ойстін Оре, але в сучасній літературі цим терміном частіше позначають іншу загальноалгебричну структуру — теоретико-категорний групоїд.
Найбільш вивченими типами магм є:
- Права квазігрупа — групоїд, в якому можливе праве ділення, тобто рівняння {\displaystyle x\cdot a=b} завжди має єдиний розв'язок {\displaystyle \forall a,b\in Q.}
- Квазігрупа — одночасно права й ліва квазігрупи. 
  - Лупа (петля) — квазігрупа з одиницею (унітарна квазігрупа): {\displaystyle \exists e\in L:\;a\cdot e=e\cdot a=a.}
- Напівгрупа — асоціативний групоїд: {\displaystyle a\cdot (b\cdot c)=(a\cdot b)\cdot c.}
  - Моноїд — напівгрупа з одиницею (унітарна напівгрупа).
- Група — моноїд з діленням або асоціативна лупа: {\displaystyle \forall a\;\;\exists a^{-1}:\;\;a\cdot a^{-1}=a^{-1}\cdot a=e.}

## Додаткові види магм
Магма (М, *) називається
- унітарною — якщо вона має нейтральний елемент,
- медіалом — якщо виконується xy * uz = xu * yz,
  - лівим напів-медіалом — якщо виконується xx * yz = xy * xz,
  - правим напів-медіалом — якщо виконується yz * xx = yx * zx,
  - напів-медіалом — якщо вона є лівим та правим напів-медіалом одночасно,
- дистрибутивною зліва — якщо виконується x * yz = xy * xz,
- дистрибутивною справа — якщо виконується yz * x = yx * zx,
- автодистрибутивною — якщо вона є дистрибутивною зліва та справа одночасно,
- комутативною — якщо виконується xy = yx,
- ідемпотентною — якщо виконується xx = x,
- юніпотентною — якщо виконується xx = yy,
- нульпотентною — якщо виконується xx * y = yy * x = xx,
- альтернативною — якщо виконується xx * y = x * xy та x * yy = xy * y,
- степенево-альтернативною — якщо підмагма що утвориться буде асоціативною,
- скорочуваною зліва — якщо виконується xy = xz → y = z
- скорочуваною справа — якщо виконується yx = zx → y = z
- скорочуваною — якщо вона є скорочуваною зліва та справа одночасно,
- напівгрупою — якщо виконується x * yz = xy * z (асоціативність),
  - напівгрупою з лівими нулями — якщо виконується x = xy,
  - напівгрупою з правими нулями — якщо виконується x = yx,
  - напівгрупою з нульовим множенням — якщо виконується xy = uv,
- унарною зліва — якщо виконується xy = xz,
- унарною справа — якщо виконується yx = zx.

## Морфізм магм
Морфізм магм — це функція f:M → N, що відображає магму M на магму N, та зберігає бінарну операцію:
{\displaystyle f(x\;*_{M}\;y)=f(x)\;*_{N}\;f(y)}
де {\displaystyle *_{M}} та {\displaystyle *_{N}} означають бінарні операції на M та на N відповідно.